# Cases Urbà Partagàs
Les cases Urbà Partagàs són un conjunt arquitectònic situat al carrer de la Princesa de Barcelona, catalogat com a bé amb elements d'interès (categoria C).

## Història
En aquest indret hi havia unes cases del blanquer Gaietà Partagàs-Puigsaulens i Soler, i el 1852, l'Ajuntament de Barcelona en va iniciar l'expropiació d'una part al seu fill i hereu Urbà Partagàs i Vintró per a l'obertura del carrer de la Princesa. Aquest va morir el 1853, i l'any següent, el seu fill Urbà Partagàs i Ramon va encarregar a l'arquitecte Fèlix Ribes i Solà la reforma de la banda els Assaonadors (Princesa, 45), dotant-la de façanes al nou carrer. El 1856 va fer el mateix amb la del carrer d'en Corretger (Princesa, 40), on el 1859 es va instal·lar el cerer Josep Salvadó, que va demanar permís per a instal·lar-hi uns aparadors, segons el projecte del mestre d'obres Pau Jambrú. La seva fàbrica era moguda per una màquina de vapor.
Entre 1995 i 1996, arran de l'enderrocament de la finca núm. 47 (el solar de la qual fou batejat com a plaça de la Puntual, en record de la famosa botiga de L'auca del senyor Esteve de Santiago Rusiñol), l'arquitecte Pere Giol va convertir la mitgera del núm. 45 en una façana, on el 2001 es va col·locar un monument a l'artista.

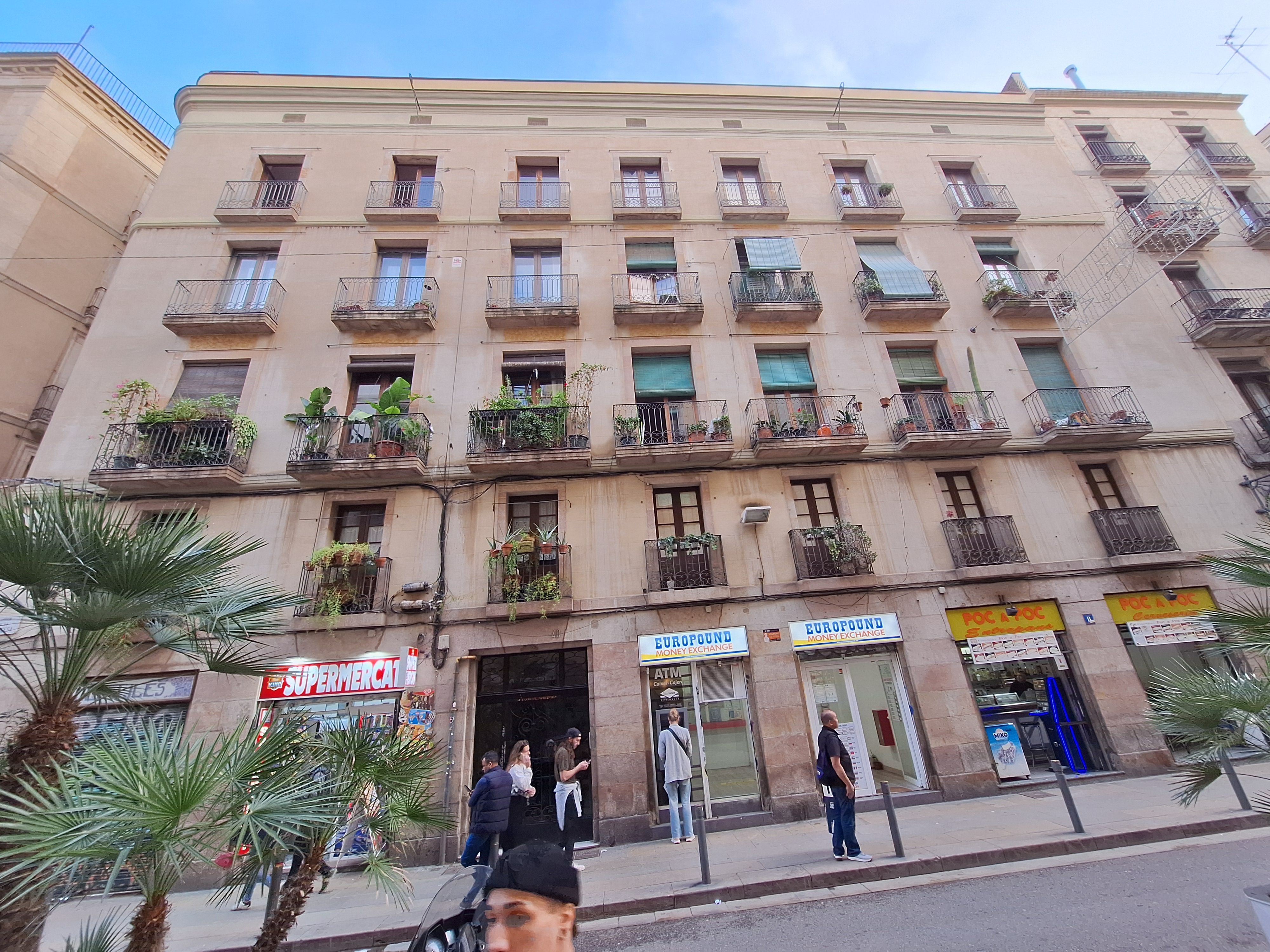
Façana del núm. 40

## Descripció
El núm. 45 consta de planta baixa, entresol, quatre pisos i terrat, amb façanes als carrers de la Princesa i dels Assaonadors. La planta baixa té arcs de mig punt de pedra de Montjuïc que arriben fins a l'entresol. Les cornises, les llosanes dels balcons i els emmarcamens de les obertures són del mateix material, i la resta del parament està estucat.
El núm. 40 consta de planta baixa, entresol, tres pisos i coberta terrat, amb façanes als carrers de la Princesa i d'en Corretger. En la reforma no es van mantenir els forjats existents als pisos (per tal d'adequar-se a les ordenances), però sí l'entresol. La façana del carrer de la Princesa té la planta baixa, les cornises, llosanes dels balcons i emmarcaments de les obertures de pedra de Montjuïc, i la resta del parament és estucat.